# Kościół św. Bartłomieja Apostoła w Wielkim Komorsku
Kościół świętego Bartłomieja Apostoła w Wielkim Komorsku – rzymskokatolicki kościół parafialny należący do parafii pod tym samym wezwaniem (dekanat nowski diecezji pelplińskiej).
Jest to murowana świątynia wzniesiona w latach 1768-1791. Poświęcona została w dniu 15 lipca 1798 roku
Pod koniec XIX wieku kościół został rozbudowany o nawy boczne i nowe prezbiterium. Wystrój budowli powstał w XVIII i XIX wieku. Dwa dzwony świątyni zostały odlane w Berlinie.